# Фелсентал (Арканзас)
Фелсентал (англ. Felsenthal) — місто (англ. town) в США, в окрузі Юніон штату Арканзас. Населення — 85 осіб (2020).

## Географія
Фелсентал розташований на висоті 25 метрів над рівнем моря за координатами 33°3′39″ пн. ш. 92°8′57″ зх. д. / 33.06083° пн. ш. 92.14917° зх. д. (33.060828, -92.149031).  За даними Бюро перепису населення США в 2010 році місто мало площу 4,35 км², з яких 3,84 км² — суходіл та 0,52 км² — водойми.

## Демографія
Згідно з переписом 2010 року, у місті мешкало 150 осіб у 75 домогосподарствах у складі 43 родин. Густота населення становила 34 особи/км².  Було 259 помешкань (59/км²). 
Расовий склад населення:
| - 92,0 % — білих - 7,3 % — чорних або афроамериканців |

До двох чи більше рас належало 0,7 %. Іспаномовні складали 0,7 % від усіх жителів.
За віковим діапазоном населення розподілялося таким чином: 12,7 % — особи молодші 18 років, 56,0 % — особи у віці 18—64 років, 31,3 % — особи у віці 65 років та старші. Медіана віку мешканця становила 57,5 року. На 100 осіб жіночої статі у місті припадало 97,4 чоловіків;  на 100 жінок у віці від 18 років та старших — 95,5 чоловіків також старших 18 років.
Середній дохід на одне домашнє господарство  становив 30 934 долари США (медіана — 31 964), а середній дохід на одну сім'ю — 34 452 долари (медіана — 34 375). За межею бідності перебувало 17,4 % осіб, у тому числі 0,0 % дітей у віці до 18 років та 0,0 % осіб у віці 65 років та старших.
Цивільне працевлаштоване населення становило 28 осіб. Основні галузі зайнятості: публічна адміністрація — 32,1 %, роздрібна торгівля — 21,4 %, виробництво — 14,3 %, мистецтво, розваги та відпочинок — 10,7 %.
За даними перепису населення 2000 року в Фелсенталі проживало 152 особи, 44 родини, налічувалося 70 домашніх господарств і 256 житлових будинків. Середня густота населення становила близько 34,5 людини на один квадратний кілометр. Расовий склад Фелсенталя за даними перепису розподілився таким чином: 79,61 % білих, 16,45 % — чорних або афроамериканців, 1,32 % — представників змішаних рас, 2,63 % — інших народів. іспаномовні склали 3,95 % від усіх жителів містечка.
З 70 домашніх господарств в 17,1 % — виховували дітей віком до 18 років, 57,1 % представляли собою подружні пари, які спільно проживали, в 4,3 % сімей жінки проживали без чоловіків, 37,1 % не мали сімей. 30 % від загального числа сімей на момент перепису жили самостійно, при цьому 10 % склали самотні літні люди у віці 65 років та старше. Середній розмір домашнього господарства склав 2,17 особи, а середній розмір родини — 2,68 людини.
Населення містечка за віковим діапазоном за даними перепису 2000 року розподілилося таким чином: 14,5 % — жителі молодше 18 років, 5,3 % — між 18 і 24 роками, 22,4 % — від 25 до 44 років, 37,5 % — від 45 до 64 років і 20,4 % — у віці 65 років та старше. Середній вік мешканця склав 49 років. На кожні 100 жінок в Фелсенталі припадало 90 чоловіків, у віці від 18 років та старше — 97 чоловіків також старше 18 років.